# Alstroemeria pulchra
Alstroemeria pulchra este o specie de plante monocotiledonate din genul Alstroemeria, familia Alstroemeriaceae, descrisă de John Sims.

## Subspecii
Această specie cuprinde următoarele subspecii:
- A. p. lavandulacea
- A. p. pulchra